# یودیت تمش
یودیت تِمِش (به مجاری: Temes Judit) (زادهٔ ۱۰ اکتبر ۱۹۳۰ - درگذشتهٔ ۱۱ اوت ۲۰۱۳) شناگر اهل مجارستان بود.